# Joseph Cornell
Joseph Cornell (Nyack (NY), 24 december 1903 - New York, 29 december 1972) was een Amerikaans kunstenaar en filmmaker.

## Biografie
Cornell was een verwoed verzamelaar. Alles kon hij gebruiken en alles bewaarde hij voor zijn bijzondere kijkdozen. Van fossielen, kevers en vlinders tot horlogeveren, kurken, wijnglazen en foto's. Hij struinde de rommelwinkeltjes en rommelmarkten in New York af op zoek naar voorwerpen voor zijn, zoals hij het noemde 'shadow boxes' of kleine theaters van herinneringen.
Hij hield veel van ballet en het is dan ook niet verwonderlijk dat hij een hele serie Ballet Boxes heeft gemaakt.
Cornell had gevoel voor verhoudingen. Hij had een eindeloze fantasie en dat is goed te zien aan zijn tafereeltjes in kijkdozen. Zelf noemde hij het weleens 'kinderspeelgoed'. Het heeft niets met poppenhuizen te maken maar het is wel inspirerend om te zien hoe zo'n groot kunstenaar zijn dromen en herinneringen vastlegde in een verdiept schilderijtje of doosje. Poppenhuizen- en miniaturenliefhebbers leggen hun gevoel ook in hun huizen, kamers of kleine wandkastjes.
In 2009 kocht museum Boymans Van Beuningen in Rotterdam een van zijn doosjes: For Chiarina, zijn ode aan de pianiste en componiste Clara Wieck-Schumann.

## Varia
- De Nederlandse band Nits schreef een nummer over Cornells kijkdozen, Soap Bubble Box, te vinden op het album Ting.

- Bibsys: 1542227322424
- Biblioteca Nacional de España: XX1332464
- Bibliothèque nationale de France: cb125570690 (data)
- Catàleg d'autoritats de noms i títols de Catalunya: 981058601526506706
- CiNii: DA09487618
- Gemeinsame Normdatei: 118522221
- International Standard Name Identifier: 0000 0001 0786 7860
- Library of Congress Control Number: n50016406
- MusicBrainz: 82274f0b-17e8-410d-a27d-b6a5c4449d64
- Bibliotheek van het Japanse parlement: 00939736
- Nationale Bibliotheek van Tsjechië: ola2002161477
- Nationale Bibliotheek van Israël: 987007260175505171
- Nederlandse Thesaurus van Auteursnamen: 068916183
- PIC: 68440
- Réseau des bibliothèques de Suisse occidentale: 02-A003135961
- RKD-Nederlands Instituut voor Kunstgeschiedenis: 18418
- Istituto Centrale per il Catalogo Unico: RT1V031173
- LIBRIS: 305979
- SNAC: w6668p8n
- Système universitaire de documentation: 03486301X
- Union List of Artist Names: 500003169
- Virtual International Authority File: 100297313
- WorldCat: E39PBJxGYD7PFHvc6cCrdpdYT3